# Пивоваров, Олег Алексеевич
Олег Алексеевич Пивоваров (род. 15 ноября 1998, Красноярск, Россия) — российский военнослужащий, майор. Герой Российской Федерации (2023). На момент совершения подвига командир третьей мотострелковой роты 126-й отдельной гвардейской бригады береговой охраны. 

## Биография
Родился 15 ноября 1998 года в Красноярске в семье офицера. Закончил школу в Хабаровске в 2016 году. Закончил Дальневосточное высшее общевойсковое командное училище имени Маршала Рокоссовского в Благовещенске в 2020 году. После окончания распределен в береговые войска Черноморского флота. Службу начал в 126-й отдельной гвардейской бригады береговой охраны командиром взвода, позднее командиром мотострелковой роты.
На момент начала русско-украинской войны имел звание старшего лейтенанта. Позывной "Атом". 
За один из боев у Каховской дамбы комвзвода Пивоваров был награжден медалью Суворова. 
По утверждениям российских СМИ, в ходе вторжения России на Украину, подразделение Пивоварова успешно обороняло захваченные позиции на Херсонском направлении.
За проявленные смелость, мужество и отвагу командиру мотострелковой роты Южного военного округа старшему лейтенанту Олегу Пивоварову присвоено звание Героя Российской Федерации с вручением медали «Золотая Звезда».
После награждения вернулся в войска и продолжил участие в боях. Получил тяжёлое ранение от атаки FPV-дрона. Осколок попал в шею, повредив верхний отдел позвоночника. Семь суток был в коме. После излечения передвигался на коляске.
Участник президентской кадровой программы "Время героев". Женат, жена - военный медик.